# کلویودوفسکایا
کلویودوفسکایا (به لاتین: Neklyudovskaya) یک منطقهٔ مسکونی در روسیه است که در استان آرخانگلسک واقع شده‌است.